# Mike Zigomanis
Michael "Mike" Zigomanis, född 17 januari 1981 i North York, Ontario, är en kanadensisk ishockeyspelare av makedonsk härkomst. Han har spelat för Djurgårdens IF i svenska Elitserien, och anses vara en mycket duktig tekare.

## Meriter
| Merit             | År   |
| ----------------- | ---- |
| Stanley Cup-vinst | 2009 |